# 1849
| [ Edytuj tabelę ]              | |
| Król Polski (tytularny)        | - 1831 Mikołaj I Romanow 1855 |
| Emir Afganistanu               | - 1842 Dost Mohammad Chan 1863 |
| Współksiążęta Andory           | - 1827 Simó Rojas de Guardiola y Hortoneda 1851 - 1848 Karol Ludwik Napoleon Bonaparte 1870                                                                   |
| Prezydent Argentyny            | - 1835 gen. Juan Manuel de Rosas 1852 |
| Cesarz Austrii                 | - 1848 Franciszek Józef I 1916 |
| Król Bawarii                   | - 1848 Maksymilian II 1864 |
| Król Belgów                    | - 1831 Leopold I 1865 |
| Premier Belgii                 | - 1847 Charles Rogier 1852 |
| Prezydent Boliwii              | - 1848 Manuel Isidoro Belzu 1855 |
| Cesarz Brazylii                | - 1831 Pedro II 1889 |
| Sułtan Brunei                  | - 1829 Omar Ali Saifuddin II 1852 |
| Prezydent Chile                | - 1841 Manuel Bulnes 1851 |
| Cesarz Chin                    | - 1820 Daoguang 1850 |
| Król Czech                     | - 1848 Franciszek Józef I 1916 |
| Król Danii                     | - 1848 Fryderyk VII 1863 |
| Premier Danii                  | - 1848 Adam Wilhelm Moltke 1852 |
| Dalajlama                      | - 1838 Khedrub Gjaco 1856 |
| Prezydent Dominikany           | - 1848 Manuel Jimenes 1849 - 1849 Buenaventura Báez 1853 |
| Władca Egiptu                  | - 1848 Muhammad Ali 1849 - 1849 Abbas I 1854 |
| Prezydent Ekwadoru             | - 1845 Vicente Ramón Roca 1849 - 1849 Manuel de Ascásubi 1850                                                                                                 |
| Prezydent Francji              | - 1848 Karol Ludwik Napoleon Bonaparte 1852 |
| Premier Francji                | - 1848 Odilon Barrot 1849 - 1849 Alphonse Henri d’Hautpoul 1851                                                                                               |
| Król Grecji                    | - 1831 Otton I 1862 |
| Prezydent Gwatemali            | - 1848 José Bernardo Escobar (p.o.) 1849 - 1849 Mariano Peredes (p.o.) 1851                                                                                   |
| Prezydent Haiti                | - 1847 Faustin Soulouque 1849 |
| Cesarz Haiti                   | - 1849 Faustyn I 1859 |
| Król Hawajów                   | - 1824 Kamehameha III 1854 |
| Król Hiszpanii                 | - 1833 Izabela II 1868 |
| Król Holandii                  | - 1840 Wilhelm II 1849 - 1849 Wilhelm III 1890 |
| Premier Holandii               | - 1848 Jacob de Kempenaer 1849 - 1849 Johan Rudolph Thorbecke 1853                                                                                            |
| Prezydent Hondurasu            | - 1847 Juan Lindo 1852 |
| Szach Iranu                    | - 1848 Naser ad-Din Szah 1896 |
| Państwo Wielkich Mogołów       | - 1837 Bahadur Szah II 1858 |
| Król Irlandii                  | - 1837 Wiktoria Hanowerska 1901 |
| Cesarz Japonii                 | - 1846 Kōmei 1866 |
| Kalif                          | - 1839 Abdülmecid I 1861 |
| Emir Kataru                    | - 1847 Muhammad ibn Sani 1878 |
| Prezydent Kolumbii             | - 1844 gen. Tomás Cipriano de Mosquera 1849 - 1849 José Hilario López 1853                                                                                    |
| Patriarcha Konstantynopola     | - 1848 Antym IV 1852 |
| Władca Korei                   | - 1834 Hŏnjong 1849 |
| Prezydent Kostaryki            | - 1847 José María Castro Madriz 1849 - 1849 Miguel Mora Porras (p.o.) 1849 - 1849 Juan Rafael Mora Porras 1859                                                |
| Emir Kuwejtu                   | - 1814 Dżabir I 1859 |
| Prezydent Liberii              | - 1848 Joseph Jenkins Roberts 1856 |
| Książę Liechtensteinu          | - 1836 Alojzy II 1858 |
| Wielki książę Luksemburga      | - 1840 Wilhelm II 1849 - 1849 Wilhelm III 1890 |
| Premier Luksemburga            | - 1848 Jean-Jacques Willmar 1853 |
| Sułtan Maroka                  | - 1822 Abd ar-Rahman 1859 |
| Prezydent Meksyku              | - 1848 José Joaquín de Herrera 1851 |
| Książę Monako                  | - 1841 Florestan I 1856 |
| Król Nawarry                   | - 1848 Napoleon I 1870 |
| Król Nepalu                    | - 1847 Surendra 1881 |
| Premier Nepalu                 | - 1846 Jang Bahadur Rana 1856 |
| Król Norwegii                  | - 1844 Oskar I 1859 |
| Sułtan Omanu                   | - 1807 Sa’id ibn Sultan 1856 |
| Papież                         | - 1846 Pius IX 1878 |
| Prezydent Paragwaju            | - 1844 Carlos Antonio López 1862 |
| Książę Parmy i Piacenzy        | - 1847 Karol II 1849 - 1849 Karol III 1854 |
| Prezydent Peru                 | - 1845 Ramón Castilla 1851 |
| Król Portugalii                | - 1834 Maria II 1853 - 1837 Ferdynand II Koburg (król iure uxoris) 1853                                                                                       |
| Król Prus                      | - 1840 Fryderyk Wilhelm IV 1861 |
| Car Rosji                      | - 1825 Mikołaj I 1855 |
| Król Saksonii                  | - 1836 Fryderyk August II Wettyn 1854 |
| Prezydent Salwadoru            | - 1848 Doroteo Vasconcelos 1850 |
| Kapitanowie Regenci San Marino | - 1848 Giovanni Benedetto Belluzzi Pietro Righi 1849 - 1849 Domenico Maria Belzoppi Pier Matteo Berti 1849 - 1849 Giambattista Braschi Marino Lonfernini 1850 |
| Książę Serbii                  | - 1842 Aleksander Karadziordziewić 1858 |
| Król Sardynii                  | - 1831 Karol Albert 1849 - 1849 Wiktor Emanuel II 1861 |
| Prezydent Szwajcarii           | - 1848 Jonas Furrer 1849 |
| Król Szwecji                   | - 1844 Oskar I 1859 |
| Król Tajlandii                 | - 1824 Rama III 1851 |
| Sułtan Turków                  | - 1839 Abdülmecid I 1861 |
| Prezydent Urugwaju             | - 1843 Manuel Oribe 1851 - 1843 Joaquín Suárez (p.o.) 1852 |
| Prezydent USA                  | - 1845 James Polk 1849 - 1849 Zachary Taylor 1850 |
| Prezydent Wenezueli            | - 1847 José Tadeo Monagas 1851 |
| Król Węgier                    | - 1848 Franciszek Józef I 1916 |
| Premier Węgier                 | - 1848 Lajos Kossuth 1849 - 1849 Bertalan Szemere 1849 |
| Monarcha Wielkiej Brytanii     | - 1837 Wiktoria 1901 |
| Premier Wielkiej Brytanii      | - 1846 John Russell 1851 |
| Cesarz Wietnamu                | - 1847 Tự Đức 1883 |

Rok 1849 / MDCCCXLIX
stulecia: XVIII wiek ~
XIX wiek ~
XX wiek

dziesięciolecia:
1810–1819 •
1820–1829 •
1830–1839 •
1840–1849
• 1850–1859
• 1860–1869
• 1870–1879

lata: 1839 «
1844 «
1845 «
1846 «
1847 «
1848 «
1849
» 1850
» 1851
» 1852
» 1853
» 1854
» 1859

## Wydarzenia w Polsce
- 7 kwietnia – Wiosna Ludów: Jan Gajda w odezwie opublikowanej na łamach wychodzącego w Bytomiu polskojęzycznego Dziennika Górnośląskiego, zaapelował o utworzenie Ligi Śląskiej dla poparcia narodowości śląskiej.
- 19 kwietnia – Ignacy Paprocki został prezydentem Krakowa.

- Wprowadzenie w Galicji i okręgu krakowskim stanu wojennego (w Krakowie trwał do maja 1854).

## Wydarzenia na świecie
- Styczeń – zajęcie Budy i Pesztu przez wojska austriackie.
- 29 stycznia – odbyły się pierwsze wybory powszechne w historii Państwa Kościelnego.
- 9 lutego – Wiosna Ludów: proklamowano Republikę Rzymską, krótko istniejące państwo obejmujące terytorium Państwa Kościelnego.
- 14 lutego – w Nowym Jorku zrobiono po raz pierwszy w historii zdjęcie amerykańskiemu prezydentowi Jamesowi Polkowi.
- 21 lutego – armia brytyjska odniosła zwycięstwo w bitwie pod Gujrat, podczas drugiej wojny z Sikhami.
- 26 lutego – rozpoczął obrady dwuizbowy Sejm pruski I kadencji.
- 27 lutego – powstanie węgierskie: klęska wojsk węgierskich w bitwie z Austriakami pod Kápolną.
- 3 marca – utworzono Terytorium Minnesoty.
- 4 marca:
  - Zachary Taylor został 12. prezydentem Stanów Zjednoczonych.
  - cesarz Franciszek Józef I manifestem ołomunieckim włączył Węgry do ziem cesarstwa przekreślając ich niezależność.
- 5 marca – powstanie węgierskie: zwycięstwo wojsk węgiersko-polskich nad austriackimi w bitwie pod Szolnokiem(inne języki).
- 6 marca – wojska haitańskie zaatakowały Dominikanę.
- 12 marca – król Sardynii Karol Albert zerwał rozejm z Austrią.
- 14 marca – przebywający w Dreźnie książę Parmy i Piacenzy Karol II abdykował na rzecz syna Karola III Dandysa[1].
- 15 marca – w Paryżu ukazało się pierwsze wydanie Trybuny Ludów; dziennika politycznego wydawanego w języku francuskim przez Adama Mickiewicza.
- 21 marca – wojna austriacko-piemoncka: armia Piemontu dowodzona przez generała Wojciecha Chrzanowskiego została pobita w bitwie pod Mortarą przez Austriaków pod wodzą feldmarszałka Josepha Radetzky’ego.
- 23 marca – zwycięstwem wojsk austriackich nad piemonckimi zakończyła się bitwa pod Novarą.
- 28 marca – Wiosna Ludów: Parlament frankfurcki ogłosił konstytucję zjednoczonych federacyjnych Niemiec.
- 29 marca – Wielka Brytania anektowała Pendżab.
- 1 kwietnia – Wiosna Ludów: Austriacy zdławili powstanie w Brescii.
- 5 kwietnia – I wojna o Szlezwik: zwycięstwo Prusaków nad Duńczykami w bitwie pod Eckernförde.
- 6 kwietnia – powstanie węgierskie: zwycięstwo wojsk węgiersko-polskich nad austriackimi w bitwie pod Isaszeg.
- 10 kwietnia – Amerykanin Walter Hunt opatentował agrafkę.
- 12 kwietnia – włoski astronom Annibale de Gasparis odkrył planetoidę (10) Hygiea.
- 14 kwietnia – rząd i sejm węgierski przeniosły się do Debreczyna i ogłosiły deklarację niepodległości oraz detronizację Habsburgów.
- 22 kwietnia – wojna haitańsko-dominikańska: zwycięstwo wojsk dominikańskich w bitwie pod Las Carreras.
- 23 kwietnia – I wojna o Szlezwik: zwycięstwo wojsk pruskich w bitwie pod Koldingiem.
- 28 kwietnia – król Prus Fryderyk Wilhelm IV odrzucił koronę cesarską ofiarowaną mu przez ogólnoniemiecki parlament frankfurcki.
- 3 maja – Wiosna Ludów: w Dreźnie wybuchło powstanie pod wodzą Michaiła Bakunina.
- 7 maja – Massimo d’Azeglio został premierem Królestwa Sardynii.
- 9 maja – Wiosna Ludów: zakończyło się powstanie drezdeńskie.
- 15 maja – wojska króla Obojga Sycylii Ferdynanda II Burbona brutalnie zdławiły republikańskie powstanie na Sycylii.
- 17 maja – wielki pożar miasta St. Louis w stanie Missouri.
- 21 maja – powstanie węgierskie: oddziały powstańcze zdobyły Budę.
- 31 maja – Wiosna Ludów: Parlament frankfurcki obradujący pod koniec swego istnienia w Stuttgarcie został rozpędzony przez wojska wirtemberskie.
- 4 czerwca – I wojna o Szlezwik: nierozstrzygnięta prusko-duńska bitwa morska pod Helgolandem.
- 5 czerwca – wraz z wejściem w życie nowej konstytucji Dania stała się monarchią konstytucyjną.
- 13 czerwca – Wiosna Ludów: nieudana próba wzniecenia rewolucji w Paryżu.
- 17 czerwca – poświęcono nowy (murowany) budynek kościoła św. Ludwika w Moskwie, jednej z dwóch istniejących dzisiaj świątyń katolickich w mieście.
- 2 lipca – wojska austriackie oblegały zbuntowaną Wenecję. Dokonały, pierwszego w historii, ataku bombowego na włoską w. Murano (rozkaz marsz. Josepha Radetzky’ego).
- 18 lipca – założono Uniwersytet Republiki w stolicy Urugwaju Montevideo.
- 9 sierpnia – powstanie węgierskie: porażka powstańców w bitwie pod Temeszwarem.
- 13 sierpnia – armia węgierska poniosła klęskę pod Vilagos. Upadło powstanie węgierskie.
- 22 sierpnia – drugi atak z powietrza w historii świata. Wojska austriackie za pomocą balonów zbombardowały Wenecję podczas walk mieszkańców o niepodległość.
- 26 sierpnia – prezydent Haiti Faustin Soulouque ogłosił się cesarzem i przyjął imię Faustyn I.
- 3 października – na 4 dni przed śmiercią Edgar Allan Poe został znaleziony na ulicy w Baltimore w stanie delirium.
- 30 października – w Paryżu odbył się pogrzeb Fryderyka Chopina.
- 10 listopada – w Paryżu ukazało się ostatnie wydanie „Trybuny Ludów”, redagowanej i wydawanej przez Adama Mickiewicza.
- 16 listopada – Fiodor Dostojewski został skazany na śmierć.
- 20 listopada – otwarto Most Łańcuchowy w Budapeszcie.
- 2 grudnia – został ustanowiony Order Franciszka Józefa.
- 22 grudnia – stojący przed plutonem egzekucyjnym Fiodor Dostojewski i inni członkowie Koła Pietraszewskiego, zostali w ostatniej chwili ułaskawieni przez cara Mikołaja I.
- 18 grudnia – Amerykanin William Cranch Bond wykonał pierwsze teleskopowe zdjęcie Księżyca.
- 28 grudnia – francuski krawiec M. Jolly-Bellin wykonał pranie „na sucho”, gdy przypadkiem przewrócił lampę terpentynową i zauważył efekt czyszczący tej substancji.
- 30 grudnia – w Opawie utworzono Sejm Ziemi Śląskiej.
- miała miejsce bitwa pod Hajfongiem, pomiędzy flotyllą Brytyjskiej Kompanii Wschodnioindyjskiej a piratami.

## Urodzili się
- 1 stycznia – Teresa Manganiello, włoska błogosławiona katolicka (zm. 1876)
- 9 stycznia - John Hartley, brytyjski tenisista, dwukrotny zwycięzca Wimbledonu (zm. 1935)
- 12 stycznia - Murphy J. Foster, amerykański polityk, senator ze stanu Luizjana (zm. 1921)
- 16 stycznia - Władysław Kluger, polski inżynier budowlany, podróżnik (zm. 1884)
- 18 stycznia - Aleksander Świętochowski, polski pisarz, aforysta, krytyk literacki, publicysta (zm. 1938)
- 22 stycznia – August Strindberg, szwedzki pisarz, malarz i fotograf (zm. 1912)
- 25 stycznia – Matylda Habsburg, arcyksiężniczka austriacka, księżniczka Śląska Cieszyńskiego (zm. 1867)
- 30 stycznia – Piotr Wawrzyniak, polski duchowny, działacz społeczny i gospodarczy w Wielkopolsce (zm. 1910)
- 19 lutego – Karol Gawalewicz, podporucznik weteran powstania styczniowego (zm. 1939)
- 3 marca - Adolf Suligowski, polski prawnik, adwokat, polityk, poseł na Sejm Ustawodawczy (zm. 1932)
- 18 marca:
  - Edward Grabowski, polski krytyk i historyk literatury, pedagog (zm. 1912)
  - Józef Wajda, polski duchowny katolicki, działacz społeczny i narodowy na Górnym Śląsku, polityk (zm. 1923)
- 3 kwietnia – Walter Guion, amerykański prawnik, polityk, senator ze stanu Luizjana (zm. 1927)
- 6 kwietnia – John William Waterhouse, brytyjski malarz (zm. 1917)
- 25 kwietnia – Felix Klein, niemiecki matematyk (zm. 1925)
- 22 lipca – Emma Lazarus, amerykańska poetka pochodzenia żydowskiego (zm. 1887)
- 13 czerwca – Arseniusz z Trigolo, włoski kapucyn, błogosławiony katolicki (zm. 1909)
- 16 czerwca - Anna Abrahams, holenderska malarka (zm. 1930)
- 8 sierpnia – Roman Vetulani, polski nauczyciel gimnazjalny (zm. 1906)
- 11 września – Maria Serafina od Najświętszego Serca (Klotylda Micheli), włoska zakonnica, założycielka Instytutu Sióstr od Aniołów, błogosławiona katolicka (zm. 1911)
- 26 września – Iwan Pawłow, rosyjski fizjolog (zm. 1936)
- 30 września – Michał Bobrzyński, polski historyk i konserwatywny polityk (zm. 1935)
- 1 października – Anne Charlotte Leffler, szwedzka pisarka (zm. 1892)
- 6 października – Basil Zaharoff, grecki handlarz uzbrojeniem i finansista (zm. 1936)
- 9 października - Agnes von Krusenstjerna, szwedzka pisarka (zm. 1940)
- 11 października – Alfred Kowalski-Wierusz, polski malarz (zm. 1915)
- 27 października – Bolesław Kotula, polski zoolog i botanik (zm. 1898)
- 7 listopada – Józef Chełmoński, polski malarz realista (zm. 1914)
- 18 listopada - Edward Kołaczkowski, polski ziemianin, samorządowiec prezydent Lublina (zm. 1933)
- 24 listopada:
  - Edward de Bondy, generał major Armii Imperium Rosyjskiego (zm. 1922)
  - Frances Hodgson Burnett, angielska powieściopisarka (zm. 1924)
- 29 listopada – John Ambrose Fleming, wynalazca lampy próżniowej (zm. 1945)
- 4 grudnia – Szalony Koń, wódz Oglalów (zm. 1877)
- 5 grudnia - Kazimierz Zalewski, polski dramaturg, tłumacz, publicysta (zm. 1919)
- 6 grudnia - Charles S. Thomas, amerykański polityk, senator ze stanu Kolorado (zm. 1934)
- 25 grudnia – Maresuke Nogi, japoński generał, trzeci gubernator generalny Tajwanu (zm. 1912)
- 27 grudnia - Alicja Burbon-Parmeńska, wielka księżna Toskanii (zm. 1935)

data dzienna nieznana: 
- Barbara Cui Lian, chińska męczennica, święta katolicka (zm. 1900)
- Maria Du Zhao, chińska męczennica, święta katolicka (zm. 1900)

## Zmarli
- 17 marca – Wilhelm II, król Holandii i wielki książę Luksemburga (ur. 1792)
- 24 marca – Johann Wolfgang Döbereiner, niemiecki chemik (ur. 1780)
- 1 kwietnia – Ludwik Pavoni, włoski ksiądz, święty katolicki (ur. 1784)
- 3 kwietnia – Juliusz Słowacki, polski poeta (ur. 1809)
- 10 maja – Hokusai Katsushika, japoński malarz (ur. 1760)
- 15 czerwca – James Polk, 11. prezydent USA (ur. 1795)
- 22 czerwca – Eugenia Koss, polska tancerka i aktorka (ur. 1806)
- 30 lipca – Jacob Perkins, amerykański fizyk, wynalazca i inżynier (ur. 1766)
- 31 lipca – Sándor Petőfi, węgierski poeta (ur. 1823)
- 27 sierpnia – Dominik od Matki Bożej, włoski pasjonista, błogosławiony katolicki (ur. 1792)
- 25 września – Johann Strauss (ojciec), austriacki kompozytor (ur. 1804)
- 6 października – Maria Róża Durocher, kanadyjska zakonnica, błogosławiona katolicka (ur. 1811)
- 7 października – Edgar Allan Poe, amerykański pisarz (ur. 1809)
- 17 października – Fryderyk Chopin, polski kompozytor (ur. 1810)
- 20 grudnia – Dionisio Aguado, hiszpański gitarzysta i kompozytor (ur. 1784)

## Święta ruchome
- Tłusty czwartek: 15 lutego
- Ostatki: 20 lutego
- Popielec: 21 lutego
- Niedziela Palmowa: 1 kwietnia
- Wielki Czwartek: 5 kwietnia
- Wielki Piątek: 6 kwietnia
- Wielka Sobota: 7 kwietnia
- Wielkanoc: 8 kwietnia
- Poniedziałek Wielkanocny: 9 kwietnia
- Wniebowstąpienie Pańskie: 17 maja
- Zesłanie Ducha Świętego: 27 maja
- Boże Ciało: 7 czerwca